# 이해창 (조선귀족)
이해창(李海昌, 1865년 10월 15일 ~ 1945년 3월 2일)은 조선 후기의 왕족으로, 민족계몽운동과 교육 발전에 힘썼다. 덕흥대원군의 13대손으로, 본래는 밀산군계의 후손이었으나, 응천군계 후손 예하 족숙뻘인 이하전의 양자가 되었다. 일제강점기에 조선귀족 후작위를 수여받았다. 본명(本名)은 이봉길(李鳳吉), 자(字)는 배언(拜言), 호(號)는 인헌(仁軒)이며, 본적은 경성부 종로구 사직정이다.

## 생애

### 출생과 가계
조선 후기의 왕족으로 본관은 전주, 자는 배언(拜言), 호는 인헌(仁軒)이다. 처음 이름은 이봉길(李鳳吉)로 본래 이경용의 아들이나 경원군 이하전에게 입적되었다. 이하전의 양자가 되면서 이름을 봉길에서 해창으로 개명하였다. 그는 덕흥대원군의 손자인 당은군 이인령의 셋째 아들인 밀산군 이찬(密山君 李澯)의 9대손으로 후일 참봉을 지낸 유학 이경용(李慶鎔)의 아들이었다가, 당은군 이인령의 장남이기도 한 응천도정 증 응천군 이돈 그의 9대손인 증 경원군 이하전의 양자가 되었다.
경기도 포천군에서 이경용의 아들로 태어나 1872년(고종 9) 7월 30일 덕흥대원군가의 장손 이하전의 양자로 정해졌다. 
생부 이경용은 참봉을 역임했고 생모는 아산이씨로 이현모(李顯謨)의 딸이다. 조부는 재형(載衡)이고, 증조부는 음서로 감역, 도정을 지낸 이화응(李華應), 고조부는 이관식(李觀植)이다. 그는 19촌 아저씨가 되는 도정궁 하전의 양자로 정해졌다. 이해창의 양아버지인 이하전은 헌종조와 철종조 시절 왕위 계승에 물망 오른 왕족으로, 이해창이 태어나기 3년 전 안동 김씨 집권 기간 중에 역모 사건에 얽혀 사형당했다. 이해창은 김옥균을 살해한 홍종우의 사위이기도 하다.
바로 포천에서 한성부 서부 사직동 54통 5호(社稷洞 五十四統五戶) 도정궁댁으로 이주하여 성장했다. 이후 음서로 관직에 올라 바로 사과(司果)에 임명되었고 바로 덕흥대원군의 제사를 받들었다. 이후 참봉(參奉)을 거쳐 도사(都事)를 지냈다.

### 어린 시절
1884년 충훈부도사(忠勳府都事)가 되었다가 그해 5품(五品)으로 승진했다.
1889년 알성시(謁聖試)에 병과(丙科)로 합격하였다. 이후 승지, 영 등을 역임하였다. 이후 사간원 대사간 등의 벼슬을 거쳐, 1904년 10월 17일부터 10월 20일 한성 판윤을 역임하였다.
1890년 사간원 헌납이 되었다가 총어영 군사마(總御營軍司馬), 사헌부 장령, 홍문관 응교가 되고, 1891년 수정청 도청(修正廳都廳)이 되어 왕실 족보 선원보략(璿源譜略)의 재편찬 작업에 참여하고, 그해 종친부 도정을 겸임하였다. 1900년에도 선원보략 재발간에 봉상사장 자격으로 참여했다. 1892년 형조 참의가 되었다가 승정원우부승지 겸 경연참찬관으로 발탁되고 사간원 대사간에 올랐다. 1893년 공조 참의, 예조 참의가 되었다. 1894년 다시 사간원 대사간이 되었다가 종정사장(宗正司長)이 되었다.
봉상사 부제조(奉常司副提調)를 거쳐 1897년 8월 봉상사 부제조가 에서 강화부윤으로 발령받았다.

### 대한제국 시대
1898년 중추원 의관이 되었다가 얼마 뒤 비서원승이 되었으며 1903년 전라남도 보성군수로 부임하였다. 1904년 10월 한성부 판윤이 되었다. 1900년 봉상사장을 역임했다.
1904년 11월 4일 창산도정(昌山都正)이 되었다가 11월 5일 황제의 명으로 다시 창산군(昌山君)으로 진봉(進封)됨과 동시에 종2품에 특자(特資)되어 유릉수릉관(裕陵守陵官)이 되었다. 그밖에 봉상사장 등을 역임하였다.
1905년에는 정2품에 정헌대부(正憲大夫)로 승진하고, 1907년 11월에는 종1품에 올랐다. 재임 중에 대한제국의 훈일등 태극장(勳一等 太極章)과 대훈위 이화대수장(大勳位 李花大綬章)을 받았다. 1908년 사직동에 학교설립 발기를 가지는 한편, 1909년 기호흥학회에서 월연보조하는 한편 민족계몽운동과 교육사업에 힘썼다. 창산군 부인도 양심여학교를 설립하였다. 1908년 대한산림협회 명예회원이 되었다. 
1910년 5월 27일 대한협회(大韓協會)에 기탁금 400원을 기부하였다.

### 한일 합방 조약 이후
1910년 한일 병합 조약 체결 후 10월 16일 일본 제국으로부터 후작 작위를 받았고, 은사공채 168,000원을 사들였다. 1921년에 도정궁 친자 사건으로〈토이해창문(討李海昌文)〉이라는 격문을 인쇄, 배포한 사람이 체포된 일이 있었다. 1928년 11월 10일 일본 정부로부터 쇼와 대례 기념장을 받았으며, 1930년 1월 22일 창복회로부터 1월분 교부금 250원을 받았다.
한상룡이 실무를 맡고 종친 이재완을 내세워 조선총독부가 설립한 한성은행에 1910년부터 민영휘, 조중응 등과 함께 참여했으며, 1923년부터 1928년까지는 이 은행의 취체역을 맡았다. 1931년 한국의 국조인 단군을 모시기 위해 설립된 단군신전봉찬회 고문을 맡아 민족계몽운동에 힘썼다. 
1931년 6월에는 제9회 조선미술전람회를 후원하였다. 구체적인 후원금 액수는 언론에 보도되지 않아 알 수 없다.
1932년 10월 22일 나병예방협회에 10원의 기탁금을 기부했다. 중일전쟁 무렵까지도 수십여 명의 식객이 그의 집에 거주하고 있었다. 1932년 2월 11일에는 그의 집 식객으로 있던 김칠성(金七星, 당41)이 술에 취하여 잠들었다가 화로에 옷자락이 닿아 그대로 불에 타죽었다 한다.

### 생애 후반
1937년 10월 22일에 조선일보사에 국방헌금 150원을 기탁하였다. 잠시 신설동으로 이주했던 그는 태평양전쟁 시기인 어느 시점에 사직동으로 다시 이사, 되돌아왔다.
1939년 9월 14일 사직동 저택에 소유하고 있던 창빈 안씨 위패, 덕흥대원군 위패를 도난당했다가, 절도범을 검거하였다. 절도범 중에는 그의 일족 이학주(李鶴柱, 당시 43세)도 있었다. 흑석동 묘지로 삼천원을 가져오라는 종이가 있었고, 형편이 어려운 주변인을 수사하다가 일족 중 생활고를 겪던 이학주 등이 연루된 것이 확인됐다.
1939년 조선유도연합회에 참여했으며, 1940년 11월 10일 기원 2600년 축전에 초대받은 공로로 일본 정부로부터 기원 2600년 축전 기념장을 받았다. 
1945년 3월 2일 오전 8시 경성부 종로 사직동 262번지 2호 자택에서 노환으로 사망했다. 1945년 3월 6일 사후 일본 정부로부터 특지로 정2위에 추승되었으며, 그의 작위는 장남 이덕주가 습작했다.

### 사후
2002년 발표된 친일파 708인 명단과 2008년 민족문제연구소에서 친일인명사전에 수록하기 위해 정리한 친일인명사전 수록예정자 명단에 모두 선정되었다. 2009년 친일반민족행위진상규명위원회가 발표한 친일반민족행위 705인 명단에도 포함되었다.
이해창이 일제로부터 받은 남양주시 암자 인근 토지를 반환해 달라는 소송을 후손들이 공동으로 낸 바 있다.

## 가족 관계
- 친부 : 이경용(李慶鎔)
- 친모 : 아산이씨, 이현모의 딸
- 친모 : 홍종우(洪鍾雨)의 딸
- 양부 : 이하전(李夏銓)
- 양모 : 달성군부인 서씨(達城郡夫人 徐氏, 1842년 - 1924년), 이름은 대혜(大慧), 참봉(參奉) 달성인(達城人) 서음순(徐音淳)의 딸.
  - 부인 : 남양 홍씨(1866년 2월 12일 ~ 1898년 11월 1일), 홍종우(洪鍾宇)의 딸
    - 아들 : 이덕주(李德柱 1887년 6월 28일 ~ 1962년)

  - 부인 : 이씨
  - 첩 : 제주 고씨(? ~ 1929년)
    - 서자 : 이흥주(李興柱, 1890년 11월 26일 ~ 1936년 2월 29일 혹은 3월 22일)
    - 서자부 : 홍승원(1901년 - 1952년), 풍산인 홍우절의 장녀

## 참고 자료
- 이해창(李海昌) - 한국학중앙연구원
- “[1차 수록 예정자 명단] 주요인물 친일행적과 약력”. 오마이뉴스. 2005년 8월 29일. 2007년 11월 29일에 확인함.